# دیکلی‌تاش (کوزان)
دیکلی‌تاش (به ترکی استانبولی: Dikilitaş) یک منطقهٔ مسکونی در ترکیه است که در قوزان (ترکیه) واقع شده‌است.